# Pagoden-Hartriegel
Der Pagoden-Hartriegel (Cornus controversa), auch Riesen-Hartriegel oder Etagen-Hartriegel genannt, ist eine Pflanzenart aus der Gattung Hartriegel (Cornus) innerhalb der Familie der Hartriegelgewächse (Cornaceae). Er stammt aus Ostasien und wird als Zierpflanze verwendet. Gelegentlich wird auch der Wechselblättrige Hartriegel (Cornus alternifolia) als Pagoden-Hartriegel bezeichnet.

## Beschreibung

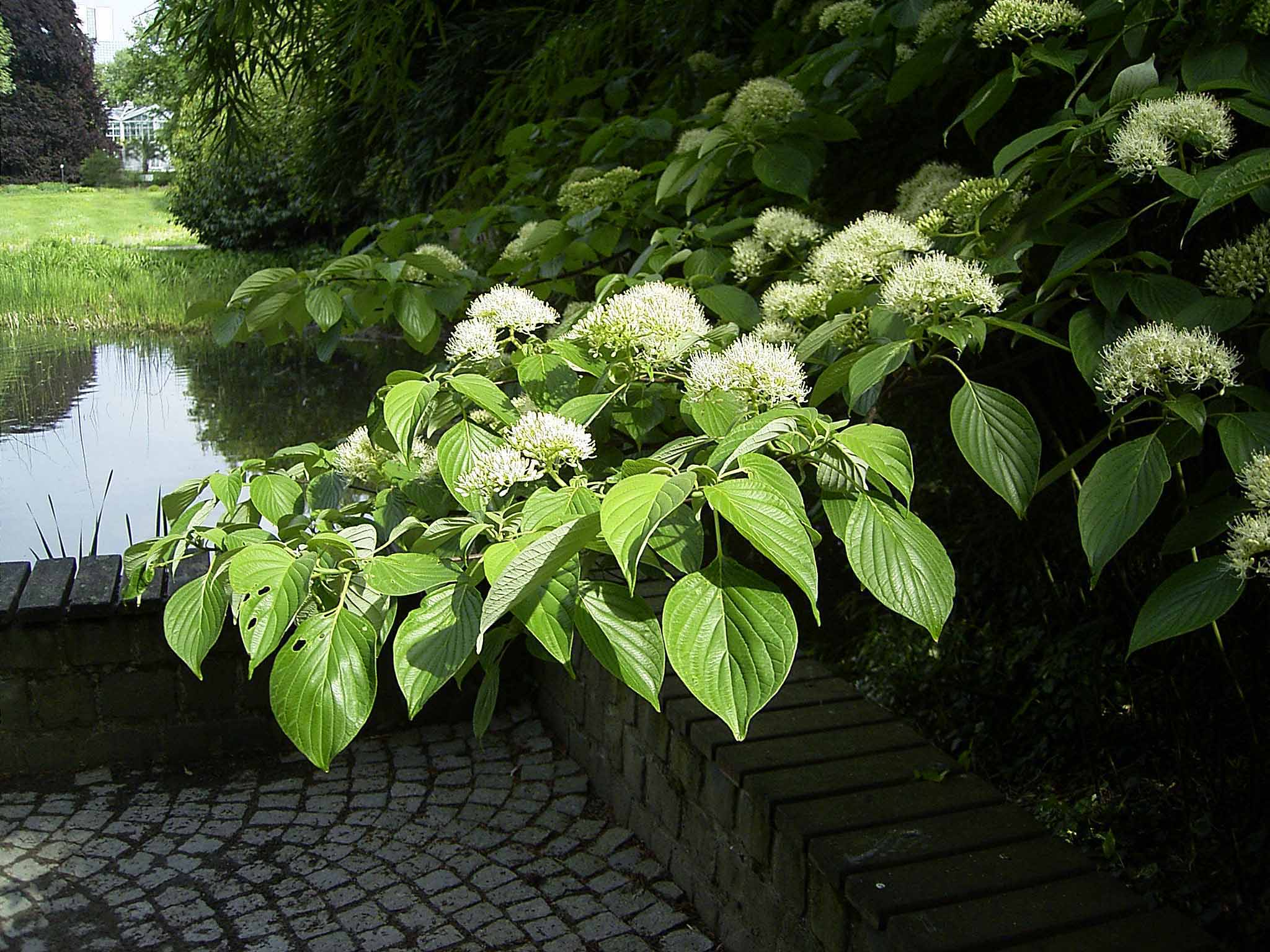
Zweig mit Laubblättern und Blütenständen

Der Pagoden-Hartriegel ist ein Strauch oder Baum, der Wuchshöhen von 10 bis 15 Metern erreichen kann. Die Baumkrone ist sehr auffällig, da die Beastung etagenförmig in waagrechten Lagen wächst. Die Rinde ist grau und glatt; mit zunehmendem Alter bilden sich feine Risse, bis die Rinde in breiten Leisten aufbricht. Die jungen Zweige sind dunkelrot.
Die wechselständigen Laubblätter sind oberseits dunkelgrün und auf der Unterseite heller gefärbt, eiförmig und am ansonsten stumpfen Blattende kurz zugespitzt. Die Blätter sind etwa 9 bis 13 Zentimeter lang und 7 Zentimeter breit; sie weisen je sechs bis neun deutliche, fast parallel verlaufende Blattadern auf. Die Blattstiele sind etwa 4 Zentimeter lang. Die Blätter färben sich im Herbst gelb bis karminrot, bevor sie abfallen.
Die Blütezeit beginnt im Mai, Pflanzen in Mitteleuropa blühen von Juni bis Juli. Die weißen zwittrigen Blüten sind etwa 1 Zentimeter groß; sie stehen in fünf bis 15 Zentimeter großen doldenartigen Rispen an einem dicken, behaarten Stiel. Die Blütenstände sind nicht wie bei vielen anderen Hartriegelarten von auffälligen Hochblättern umgeben. Die Blüten werden von Insekten bestäubt. Die Samen reifen in Mitteleuropa von September bis Oktober, sie sind rund, etwa erbsengroß und bläulich-schwarz gefärbt.
Die Chromosomenzahl beträgt 2n = 20.

## Vorkommen
Die Heimat des Pagoden-Hartriegels erstreckt sich vom östlichen Himalaya (Nepal, nördliches Indien) über China bis nach Korea und Japan.
Er findet sich meist in Laubwäldern und schafft es, auch in schattigen Verhältnissen zu wachsen.

## Systematik
Die Erstbeschreibung von erfolgte 1909 durch William Botting Hemsley in David Prain: Botanical Magazine, S. 135, sub Tafel 8261. Synonyme für Cornus controversa Hemsl. ex Prain sind: Bothrocaryum controversum (Hemsl.) Pojark., Cornus brachypoda Miq., Cornus controversa var. angustifolia Wangerin, Cornus obovata Thunb., Cornus sanguinea Thunb., Swida controversa (Hemsl.) Soják..

## Nutzung
Die Blätter werden in der Volksmedizin unter anderem zur Schmerzlinderung genutzt. Aus den Samen wird Öl gewonnen.

### Zierpflanze
In Mitteleuropa ist er als Ziergehölz bisweilen in großen Parks und botanischen Gärten anzutreffen. Er bevorzugt halbschattige Lagen mit einem feuchten, kühlen und kalkfreien Boden.
Einige Zuchtformen sind:
- 'Candle Light': Blätter beim Austrieb gelb, später vergrünend
- 'Marginata': Blätter mit schmalem weiß und rosa gefärbtem Rand
- 'Pagoda': Wuchs regelmäßig, Zweige ausgebreitet
- 'Variegata': Diese häufig angebotene Sorte wird etwa fünf Meter hoch, bisweilen auch bis zehn Meter. Die Blätter sind schmaler als beim Typ, vier Zentimeter groß und weisen einen breiten rahmweißen Rand auf.